# Koninklijke Nederlandse Golf Federatie
De Koninklijke Nederlandse Golf Federatie (NGF), bij de oprichting in 1914 Nederlands Golf Comité geheten, is een Nederlandse sportorganisatie die zich inzet ten behoeve van alle amateurgolfspelers in Nederland en zich bezighoudt met de ontwikkeling van golf in Nederland in de breedste zin. De NGF heeft haar bureau in Utrecht.

## Nederlands Golf Comité
Op uitnodiging van jhr. van Tets, secretaris van de Doornsche Golfclub, kwamen de voorzitters van de bestaande golfclubs bijeen om tot een vorm van samenwerking te komen. In 1914 werd het NGC opgericht. Het nieuw gevormde comité maakte plannen om contacten te leggen met buurlanden. Rond deze tijd brak echter de Eerste Wereldoorlog uit en vielen de plannen grotendeels stil. Wel werden de amateurskampioenschappen, waarvan de eerste editie in 1898 werd gespeeld, voortgezet. In 1920 werd jhr. mr. A.M. Snouck Hurgronje voorzitter. Hij was ook captain van het nationale team. Rond deze tijd ontstond de behoefte competitie te spelen tussen verschillende clubs. In 1926 werd het eerste Nationaal Open Kampioenschap georganiseerd. Het NGC werd de NGF en later de KNGF.

## Commissies van de NGF
- Wedstrijdcommissie regelt speciale wedstrijden zoals het Nationaal Open, NK Matchplay, NK Foursomes Dames en Heren;
- Commissie Topgolf;
- Commissie Jeugd regelt trainingen en onder andere NK Matchplay Junioren, en de NGF Jeugd Tours;
- Commissie Competitie regelt de landelijke competities tussen clubs;
- Commissie Senioren regelt onder andere NK Matchplay Senioren, NK Mixed Foursome Senioren;
- Commissie Regels, Amateurstatus en Handicaps; deze commissie heeft zeven regionale commissarissen;
- Commissie Golfvaardigheid stelt de regels vast voor het behalen van het Golfvaardigheidsbewijs (GVB) en registreert handicaps van spelers die geen lid zijn van een bij de NGF aangesloten club;
- Commissie Course Rating: Op 1 april 1993 wordt afgestapt van het S.S.S. Handicap Systeem (Standard Scratch Score) en wordt dit vervangen door het huidige EGA Handicap-systeem (European Golf Association), gebaseerd op de CR (Course rating) en SR (Slope rating) van de baan;
- Commissie Ontwikkeling Golf;
- Commissie Greenkeeping behartigt de belangen van de greenkeepers en ontwikkelt met hen de techniek van terreinonderhoud;
- Auditcommissie Committed to Green;
- Commissie Erfgoed, in samenwerking met de Nederlandse Kolf Bond.

Daarnaast heeft de NGF 16 nationale referees.

## Jeugdbeleid
Met in het achterhoofd de demografische ontwikkelingen zijn er drie redenen om te investeren in jeugd- en familiegolf. Voor de korte termijn: om golf als familiesport een kans te geven. Zonder jeugd geen familiegolf. Voor de middellange termijn: om succesvolle topgolfers voort te brengen. Zonder jeugd geen talentontwikkeling. En voor de lange termijn: om de instroom te waarborgen. Jong geleerd is oud gedaan. Generatie na generatie. De NGF heeft jeugd- en familiegolf hoog in het vaandel staan en stimuleert alle initiatieven die in de loop der jaren zijn ontstaan om deze doelgroepen te boeien, binden en behouden.

## Opleiding golfprofessional
Golfspelers van minimaal 18 jaar met een handicap van 10 of lager komen in aanmerking voor de opleiding tot golfprofessional. Om in aanmerking te komen voor de opleiding moeten de kandidaten op twee dagen een ronde van 18 holes lopen waarbij zij geobserveerd worden. Een brief van aanbeveling van een professional van PGAH (Professional Golfers Associatie Holland) wordt gewaardeerd. De opleiding tot B-professional duurt twee jaar, en aan het einde van deze periode moet de kandidaat handicap 4 hebben. De opleiding is een samenwerking tussen de KNGF en PGAH en in opdracht van de NGF en de PGAH is de Fontys Sporthogeschool verantwoordelijk voor de Opleiding van Golfprofessionals.

## Nationale coaches
De NGF heeft een aantal coaches die golfers individueel, in teams en in groepen begeleiden. 
- Maarten Lafeber

Bondscoach
- Taco Remkes

Nationale Coach - Heren Oranje & Jong Oranje
- Dewi Claire Schreefel

Nationale Coach - Dames Oranje & Jong Oranje
- Tim Nijenhuis

Nationale Coach - B-selectie meisjes
- Niels Kraaij

Nationale Coach - Techniek
- Ruud Bos

Nationale Coach - B-selectie jongens
- Tom Stam

Nationale Coach - NGF Coach / Medewerker Sportparticipatie
- Guido Loning

Nationale Coach - NGF Coach Jong Oranje
- Hayo Bensdorp

Nationaal Puttingcoach
- Johan Joosen

Fysieke coach - Heren
Senior advisors: Tom O’Mahoney, Cees Renders en Phil Allen.

## Voorzitters
Sinds de oprichting heeft de NGF de volgende voorzitters gehad:
- C. ridder van Rappard (16 maart 1914 - 4 april 1918)
- J.A. baron van Pallandt van Welfort (4 april 1918 - 14 mei 1920)
- Jhr. A.M. Snouck Hurgronje (14 mei 1920 - 1934 of later)
- Jhr. A. Calkoen van Limmen (15 december 1949 - 15 december 1961)
- Jhr. W.J. Snouck Hurgronje (15 december 1961 - 12 december 1975)
- R. Rahusen (12 december 1975 - 25 maart 1983)
- J.W. Verloop (25 maart 1983 - 31 maart 1989)
- R.H.B. Olland (31 maart 1989 - 31 maart 1995)
- J.W.L. Kruyt (31 maart 1995 - 30 maart 2001)
- F.W.L.R.J.M. Sevenstern (30 maart 2001 - 19 november 2001)
- R. Pfeiffer (11 november 2001 - 25 november 2002)
- W.D. Maris (25 november 2002 - 19 maart 2008)
- R. Pfeiffer (29 maart 2008 - 2014)
- W.P. Zelsmann (2014 - 2019)
- Caroline Huyskes (2019 - heden)

## Ledenaantallen
Hieronder de ontwikkeling van het ledenaantal en het aantal verenigingen:
| Jaar | Ledenaantal | Verenigingen |
| ---- | ----------- | ------------ |
| 2019 |             | 306          |
| 2018 |             | 314          |
| 2017 | 376.849     | 312          |
| 2016 | 385.991     | 281          |
| 2015 | 382.236     | 278          |
| 2014 | 394.370     | 279          |
| 2013 | 397.056     | 310          |
| 2012 | 388.043     | 266          |
| 2011 | 385.952     | 242          |
| 2010 | 353.165     | 233          |
| 2009 | 335.269     | 229          |
| 2008 | 313.733     | 223          |
| 2007 | 291.184     | 194          |
| 2006 | 268.730     | 182          |
| 2005 | 246.930     | 170          |
| 2004 | 227.908     | 208          |
| 2003 | 208.849     | 178          |
| 2002 | 187.653     | 169          |
| 2001 |             | 168          |
| 1999 | 134.003     | 166          |
| 1996 | 77.567      | 156          |
| 1993 | 65.531      |              |
| 1990 | 48.685      |              |
| 1987 | 22.975      |              |
| 1984 | 16.055      |              |
| 1981 | 11.386      |              |
| 1978 | 10.000      |              |